# Moritz Heinrich von Weiher
Moritz Heinrich von Weiher (* 1754; † 1822) war ein deutscher Gutsbesitzer und Landrat.

## Leben
Er war ein Angehöriger der in Pommern und Westpreußen ansässigen adligen Familie von Weiher. Sein Vater George von Weiher (* 1704; † 1760) war königlich polnischer Kammerherr und Oberhauptmann der Lande Lauenburg und Bütow. Seine Mutter war eine geborene von Krockow. 
Im Jahre 1777 erwarb er von Carl von Massow die Güter Zezenow und Dargeröse. Im Jahre 1818 wurde er als Nachfolger seines 1814 verstorbenen Bruders Ernst Carl Ludwig von Weiher zum Landrat des Lauenburg-Bütowschen Kreises gewählt. Dieses Amt übte er bis in das Jahr 1822 aus.
Benno von Weiher und sein Sohn Werner von Weiher sind direkte Nachfahren. 